# Raketaka madagaszkári trónörökösnő
Raketaka (Antananarivo, Madagaszkár, 1824 – 1828. augusztus) madagaszkári királyi hercegnő, Madagaszkár trónörököse I. Radama madagaszkári király lányaként. Az Imerina-dinasztia tagja. I. Abdul Rahman mohéli király, valamint Dzsombe Szudi és Szalima Masamba mohéli királynők rokona.

## Élete

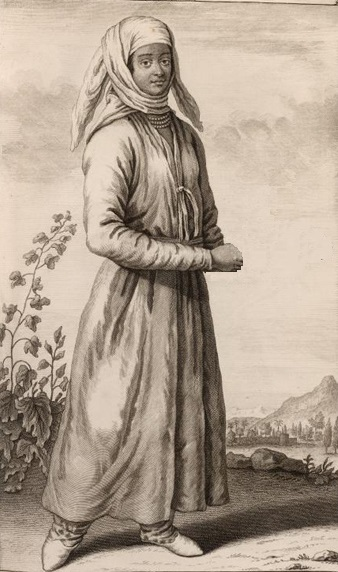
Rambolamaszoandro imerinai királyné, I. Radama édesanyja

Andrianampoinimerina (1740–1810) imerinai királynak és a hetedik feleségének, Rambolamaszoandro (–1828) királynénak a fia. Radama volt apjának a legidősebb, még életben lévő fia a 24 gyermeke (11 fiú és 13 leány) közül, amikor 1808. májusában örökösévé nevezte ki. Még 1807 előtt Andrianampoinimerina király összeházasította a fiát Ramavo (Ranavalona) (1782 körül–1861) hercegnővel, Andriantszalamandzsaka herceg és Rabodonandriantompo hercegnő legidősebb lányával, Andriambelomasina észak-imerinai király dédunokájával, a későbbi I. Ranavalona királynővel. Ranavalona apja, Andriantszalamandzsaka herceg és Radama apja, Andrianampoinimerina imerinai király elsőfokú unokatestvérek voltak, ugyanis Andrianampoinimerina imerinai király az édesanyja, Ranavalonandriambelomasina révén, Andriantszalamandzsaka herceg pedig az apja, Andriantsimitovizafinitrimo herceg révén volt Andriambelomasina észak-imerinai király unokája. Radama és Ramavo-Ranavalona tehát másodfokú unokatestvérek voltak.
Radama az apja halála (1810) után Imerina uralkodója lett, befejezte a sziget egyesítését, és Madagaszkár első, a külföld által elismert királya lett 1817. október 27-én. Radama főfelesége a másod-unokatestvére, Ranavalona lett, akinek az 1810-es trónra lépte után meggyilkoltatta a szüleit. Házasságuk gyermektelen maradt, ezért a főfeleség féltékenyen nézte férje negyedik feleségének, Raszalimo királynénak, Ramitraho Andriamatantiarivo amboinai király lányának – akivel 1823. januárjában házasodtak össze, és aki Ranavalona után a második rangra emelkedett – a termékenységét. A rangban második királyné egy fiút és egy lányt szült I. Radamának, ez fenyegetően hatott Ranavalona jövője szempontjából, bár a kisfiút, Itszimandriambovoka (1823–1824) herceget négy hónapos korában az apai nagyanyja, Rambolamaszoandro (–1828) anyakirályné, Andrianampoinimerina imerinai király özvegye meggyilkoltatta, de a lányát, Raketaka hercegnőt már az apja, I. Radama király trónörökössé nevezte ki, és eljegyezte unokatestvérével, Rakotobe (1808–1828) herceggel.
A sors tehát semmiképp sem tartogatott fényes jövőt a gyermektelen Ramavo-Ranavalona királyné számára, de Radama váratlanul, 40 éves korában meghalt. Állítólag öngyilkosságot követett el. Ramavo özvegy királyné ekkor kihasználva a váratlan helyzetet, puccsszerűen királlyá kiáltatta ki magát a hadsereg segítségével I. Ranavalona néven, és meggyilkoltatta az elhunyt Radama közeli hozzátartozóit, így annak lányát, a kijelölt trónörököst, a négyéves Raketaka hercegnőt, és mostohalányának jegyesét, Rakotobe herceget a szüleivel együtt, valamint Radama anyját is, hogy az ellenzéket szétzúzza, és ne léphessen fel senki ellene trónkövetelőként.
I. Radama elsőfokú unokatestvére, Ramanetaka herceg is Radama volt feleségével, Ravao királynéval a Comore-szigetekre menekült, hogy elkerülje az új uralkodó bosszúját, amely volt férje legközelebbi családja ellen irányult, és a Comore-szigetek egyik szigetén, Mohélin, miután felvette az iszlám vallást, 1830-ban szultánná kiáltották ki I. Abdul Rahman néven. Az ő legidősebb lánya is a Raketaka nevet kapta születésekor, de Dzsombe Szudi (Fatima) néven lett apja után Mohéli szultánja (királynője).
A mindeddig gyermektelennek bizonyuló I. Ranavalona királynő 1829-ben fiút szült, a későbbi II. Radama madagaszkári királyt, akit az elhunyt férje, I. Radama utószülött fiaként tüntetett fel, holott 14 hónappal feltételezett apja halála után született, ami biológiai képtelenség, és amivel a törvénytelen fogantatást szerették volna elleplezni.